# Vatica bantamensis
Espèce
Classification phylogénétique
Statut de conservation UICN

 CR  : 
En danger critique
 Vatica bantamensis est un arbre sempervirent endémique de Java en Indonésie.

## Répartition
Endémique à l'île d'Ujung Kulon.

## Préservation
Menacée par la déforestation et l'exploitation forestière. L'espèce est protégée dans le Parc national d'Ujung Kulon.